# Торговиця (археологічна пам'ятка)
Торговиця (археологічна пам'ятка) — рештки золотоординського міста на території с. Торговиця Новоархангельського району Кіровоградської області, на правому березі р. Синюха (притока Південного Бугу). Археологічні розкопки, що почалися 1997, виявили рештки тандирів (опалювальних пристроїв), хамаму (цегляної лазні східного типу), керамічного водогону, деталі монументальної будівлі з рисами сельджуцького впливу. За результатами досліджень ґрунтового могильника встановлено, що населення Торговиці було багатоетнічним (русини, алани, тюрки), значна його частина сповідувала християнство. Знахідки монет дають підстави стверджувати, що місто досягло розквіту в 1320—60-х рр. і занепало наприкінці 14 ст. Руїни мурованих мечетей були помітні в місті ще в 2-й половині 17 ст.
Торговиця є найпівнічнішим на дніпровському правобережжі з відомих міст Золотої Орди. Місто стояло біля броду через Синюху на жвавому торговому шляху та було важливим економічним і, ймовірно, адміністративним центром. Є гіпотеза, що ототожнює Торговицю з Ябгу-городом, який згадується в ярликах ханських на українські землі.